# Диаманти-ду-Норти
Диаманти-ду-Норти (порт. Diamante do Norte) — город и муниципалитет в Бразилии. входит в штат Парана. Составная часть мезорегиона Северо-запад штата Парана. Входит в экономико-статистический микрорегион Паранаваи, который входит в Северо-запад штата Парана. Население составляет 4987 человек на 2006 год. Занимает площадь 242,894 км². Плотность населения — 20,5 чел./км².

## Статистика
- Валовой внутренний продукт на 2003 год составляет 35 690 413,00 реалов (данные: Бразильский институт географии и статистики).
- Валовой внутренний продукт на душу населения на 2003 год составляет 6492,71 реалов (данные: Бразильский институт географии и статистики).
- Индекс развития человеческого потенциала на 2000 год составляет 0,738 (данные: Программа развития ООН).